# Meotica apicalis
Meotica apicalis är en skalbaggsart som beskrevs av Benick 1954. I den svenska databasen Dyntaxa används istället namnet Meotica filiformis. Meotica apicalis ingår i släktet Meotica och familjen kortvingar. Arten är reproducerande i Sverige. Inga underarter finns listade i Catalogue of Life.